# 永昌府

永昌府在云南省的位置（1820年）

永昌府是中国古代的一个府。南詔置，大理国承襲之。1913年廢。

## 历史沿革
大理国后期改永昌节度置，治所在今云南省保山市。辖境约当今云南省保山市隆阳区、永平县以南，澜沧江以西，怒江、龙川江以东及缅甸联邦萨尔温江以东、南卡江以北地区。
元朝元憲宗七年（1257年）改置千户。至元十一年（1274年） 改置永昌州，十五年（1278）又升為府。治所在今保山市。轄境相當今云南省保山市、永平县地。属云南等处行中书省。
明朝洪武十五年（1382年）三月，改為永昌軍民府。二十三年（1390年）十二月改置金齿军民指挥使司。嘉靖元年（1522年）複置，並以潞江、鎮道、楊塘、瓦甸四安撫司及鳳溪、施甸、山茶山三長官司來屬。三年（1524年）三年置保山县（今市隆阳区）为附郭县，又以騰越州隸府。轄境擴大，相當今云南省保山市及永平、潞江、施甸、騰沖等縣及高黎貢山以西地區。隸雲南承宣布政使司。
清朝初年因之，乾隆三十年（1765年）仍改為永昌府。又於三十五年（1770年）置龍陵廳；嘉慶中升騰越直隸廳，道光二年 （1822年）改屬府；又以孟定土府，灣甸、鎮康二土州，幹崖、隴川宣撫司及盞達副宣撫司，芒市、猛卯安撫司，孟連、戶撒、獵撒長官司等隸府。轄境相當今云南省保山、芒市二市和永平、龍陵、騰沖、耿馬、昌甯、鎮康、永德、盈江、隴川、梁河等市縣及緬甸八莫、景棟等地區。隸雲南省。